# Myliobatis goodei
Espèce
Statut de conservation UICN

 DD  : Données insuffisantes
Myliobatis goodei est une espèce de raies.